# Niwy (powiat bydgoski)
Niwy – wieś w Polsce, położona w województwie kujawsko-pomorskim, w powiecie bydgoskim, w gminie Osielsko.

## Historia
W dokumentach można znaleźć dwie nazwy: Niwy (1758 r.) i Niwie (1860 r.). W XVIII wieku Niwy były posiadłością ziemską o powierzchni około 500 ha, należącą do dominium w Jastrzębiu, którego właścicielami byli członkowie rodziny Karłowskich. W 1799 r. jako ekonom Niw występuje Gliszczyński. Następnymi właścicielami tejże miejscowości byli August Freytag (1855 r.), Göting (1891 r.), Joest (1904 r.). W latach 1907–1908 majątek ten o wielkości około 200 ha został rozparcelowany przez Komisję Kolonizacyjną i na siedemnastu nowych gospodarstwach osiedlono Niemców. W latach 1922–1927 Polacy wykupili część tych gospodarstw.

## Podział administracyjny
W latach 1975–1998 miejscowość należała administracyjnie do województwa bydgoskiego. Miejscowość jest siedzibą sołectwa sołectwo Niwy-Wilcze, mającego obecnie (XII 2015 r.) 858 mieszkańców.

## Dawne cmentarze
Na terenie wsi zlokalizowane są dwa nieczynne cmentarze ewangelickie.